# Juan José Román
Juan José Román, född den 23 december 1962 i Siete Iglesias de Trabancos, Spanien, är en spansk kanotist.
Han tog bland annat VM-guld i K-2 500 meter i samband med sprintvärldsmästerskapen i kanotsport 1991 i Paris.